# Francisco Vázquez de Coronado
Francisco Vázquez de Coronado y Luján (Salamanca, 1510-Ciudad de México, 22 de septiembre de 1554), más conocido como Coronado, fue un conquistador español. Llegó al Virreinato de Nueva España en 1535 acompañando al primer virrey, Antonio de Mendoza. Entre 1540 y 1542 fue capitán general de una expedición que recorrió partes de los actuales estados de Arizona, Nuevo México, Texas, Oklahoma y Kansas de los Estados Unidos de América.

## Familia
Su padre, Juan Vázquez de Coronado y Sosa de Ulloa, fue señor de Coquilla y de la Torre, corregidor de Segovia, corregidor de Jerez de la Frontera y capitán general de la Frontera. Participó en la toma de Granada y fue nombrado prefecto de esta ciudad con su primer gobernador cristiano, Íñigo López de Mendoza y Quiñones. Estuvo al servicio de los Reyes Católicos y de Carlos I. El 16 de diciembre de 1522 fundó un mayorazgo. Falleció en 1532.
Su madre fue Isabel de Luján, natural de Madrid e hija de Juan de Luján "el Bueno" y de María de Luzón. Fue dama de la reina Isabel la Católica.
Hacia 1500 el matrimonio tuvo a su primer hijo, Gonzalo, que heredó el mayorazgo de su padre. En 1510 nació su segundo hijo, Francisco.
Gonzalo tuvo una relación extramatrimonial con Catalina de Anaya, de la que nació Juan Vázquez de Coronado y Anaya, conquistador de Costa Rica.

## Primeros años en América
Francisco llegó a Nueva España en 1535 en el entorno del primer virrey, Antonio de Mendoza y Pacheco, que era hijo del patrono de su padre y amigo personal.
El año de su llegada Francisco, que contaba con la confianza del virrey, fue nombrado visitador de minas y contrajo matrimonio con Beatriz de Estrada.
Beatriz, apodada "la Santa" por su piedad religiosa, era hija del tesorero y gobernador Alonso de Estrada (muerto en 1530) y de Marina Gutiérrez Flores de la Caballería. Con este matrimonio, Francisco obtuvo una buena dote.
En 1537 fue nombrado gobernador de Nueva Galicia en sustitución de Nuño de Guzmán.
Su primera acción como gobernador fue socorrer a los pobladores de la Villa de San Miguel (Culiacán, Estado de Sonora), que estaban a punto de abandonar el lugar debido a la guerra contra los nativos, dirigidos por el cacique Ayapin. Francisco derrotó a los nativos y ahorcó a su cacique.
El 8 de septiembre de 1538 recibió la encomienda de Cutzmala y el 8 de noviembre de 1539 recibió la mitad de la encomienda de Tlapa.

## Antecedentes de la expedición
En 1528 naufragó en las costas de Florida una expedición encabezada por Pánfilo de Narváez. De ella hubo cuatro supervivientes, que atravesaron a pie y durante ocho años el actual suroeste de los Estados Unidos y norte de México hasta llegar a la Villa de San Miguel en 1536. De esa expedición, Álvar Núñez Cabeza de Vaca escribió una narración titulada Naufragios. En ella describe sus aventuras y las de sus tres compañeros: Alonso del Castillo Maldonado, Andrés Dorantes de Carranza y un esclavo de este último llamado Esteban. Cabeza de Vaca escribió que Esteban era "negro alárabe natural de Azamor"  (Provincia de El Yadida, Marruecos) y fue el primer hombre nacido en África que puso pie en lo que hoy son los Estados Unidos de América.
En noviembre de 1538 el virrey Antonio de Mendoza le encargó al fraile franciscano Marcos de Niza, conocido por sus conocimientos teológicos y geográficos, explorar los territorios al norte de México. Fray Marcos partió el 7 de marzo de 1539 en compañía de un grupo de nativos otorgados por el virrey y de Estebanico. Este último murió asesinado por los nativos en Cíbola. El 2 de septiembre de 1539, pocos días después de su regreso a México, escribió que un indio le había dicho que había siete grandes ciudades, una de las cuales se llamaba Cíbola, donde había turquesas en abundancia, incluso en las puertas de las casas. También dijo haber avistado Cíbola a lo lejos, que era más grande que Ciudad de México y que en aquella tierra había mucho oro con el que se hacían vasijas, joyas y paletillas para quitarse el sudor.
El virrey envió un grupo de doce jinetes a explorar al mando del sargento Melchor Díaz, en el que también iba el capitán Juan de Zaldíbar, García López de Cárdenas, Pedro de Tovar, Hernando de Alvarado, fray Juan de Padilla, fray Marcos de Niza y un buen número de nativos aliados. Salieron de la Villa de San Miguel (Culiacán) el 17 de noviembre de 1539 y encontraron, entre Sonora y Arizona, a unos nativos que decían haber vivido en Cíbola. Continuaron por Arizona hasta donde hoy se encuentra Phoenix, pasaron por el desierto de Sonora y por las montañas del condado de Pinal y llegaron al río Gila, donde la nieve y el abrupto terreno les impidieron continuar y tuvieron que parar para pasar el invierno.
Paralelamente, el 8 de julio de 1539, una expedición de tres barcos dirigida por Francisco de Ulloa zarpó de Acapulco, recorrió el golfo de California (llamado mar de Cortés) y llegó hasta la desembocadura del río Colorado el 28 de septiembre.
También consta que, el 11 de junio de 1539, el rey Carlos I escribió en Madrid una carta dirigida a Francisco Vázquez de Coronado.

## La expedición de 1540-1542

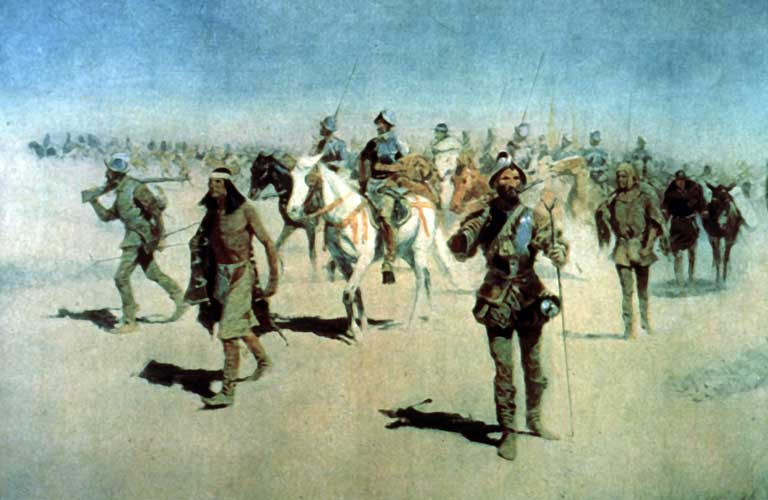
Coronado en camino al norte, cuadro de Frederic Remington (1861-1909).

Se organizó una expedición que tuvo como financiadores principalmente al virrey Antonio de Mendoza y a Francisco Vázquez de Coronado. Vázquez de Coronado hipotecó las posesiones de su mujer y pidió prestados 71 000 pesos de plata para financiarla. Un trabajador de esa época ganaba 100 pesos de plata al mes.
El 20 de febrero de 1540 en Compostela (Estado de Nayarit) se pasó revista antes de partir. Entre los que acudieron al evento estaban el virrey Antonio de Mendoza, el gobernador Cristóbal de Oñate, el veedor Pedro Almíndez Chirino y el factor Gonzalo de Salazar. La expedición partió desde esta ciudad el 23 de febrero y el virrey la acompañó durante dos jornadas.
La expedición se componía de 150 soldados a caballo y 200 infantes, así como de 800 nativos amigos. Iba con ellos una mujer, Francisca de Hoces, con su marido, Alonso Sánchez, que era zapatero en Ciudad de México. En la expedición había 11 capitanes y varios hombres que habían convivido con los indios durante 10 años o más. Llevaban 12 cañones, abundante munición, ganado vacuno y semillas. También participaron Juan de Jaramillo "el Mozo" y Pedro de Castañeda Nájera, que escribieron relatos de lo que sucedió. El segundo al mando de la expedición fue el teniente general Tristán de Luna y Arellano.
Cuando llegaron a Chiametla empezaron a faltar suministros y pararon. Un grupo al mando del maestre de campo Lope de Samaniego fue a buscar víveres a un pueblo nativo, donde fueron atacados con flechas. Murieron Lope de Samaniego y Diego López, caballero veinticuatro de Sevilla. Los españoles llevaron a cabo incursiones de castigo contra los nativos, ahorcando a algunos y haciendo prisioneros a otros, al tiempo que obtuvieron suministros.
Encontrándose en Chiametla se les unieron Melchor Díaz y sus hombres, que le dijeron a Vázquez de Coronado que no habían encontrado nada. Según Pedro de Castañeda, los españoles quedaron turbados pero fue fray Marcos de Niza el que les dijo que hallarían cosas buenas y con esto fueron aplacados.
Continuaron juntos hacia el norte y, el 27 de marzo, llegaron algunos vecinos de Culiacán a su encuentro y les rogaron que no entrasen en esta villa hasta el segundo día de la Pascua de Resurrección. Cuando llegó este día, el 29 de marzo, fueron a entrar pero Pedro de Castañeda narra que la villa usó su artillería contra ellos y hubo una escaramuza. Los expedicionarios usaron también de sus cañones. Una vez tomada Culiacán, se hospedaron en ella y Vázquez de Coronado, siguiendo órdenes que le había dado el virrey, puso allí como capitán y teniente a Fernandarias de Saavedra.
Quince días después partieron de Culiacán. Se encontraron con indios que eran pacíficos y que ya conocían a fray Marcos y otros miembros de la anterior expedición de Melchor Díaz. Cuando llegaron a Chichilticale, al principio del desierto, quedaron defraudados porque solamente encontraron una casa en ruinas.
Otros quince días después encontraron un río que, por sus aguas turbias y bermejas, llamaron río Bermejo, y encontraron también a un par de nativos que huyeron. Un día posterior, estando acampados, algunos indios que les vieron dieron unos gritos y los españoles cabalgaron tras ellos, aunque también huyeron.
El 20 de abril de 1540 Vázquez de Coronado le escribió una carta a Carlos I hablándole del transcurso de esta expedición.
El 7 de julio avistaron Hawikuh, un pueblo de los indios zuñi. Se trataba de un pueblo de unos 200 hombres de guerra, con casas pequeñas. Los españoles, al ver que aquello era Cíbola, quedaron defraudados y algunos maldijeron a fray Marcos.
Como los indios no tenían actitud pacífica los españoles gritaron "Santiago" y se lanzaron sobre el pueblo. En la entrada del pueblo le tiraron muchas piedras a Vázquez de Coronado, y le hubiesen matado de no haber sido porque García López de Cárdenas y Fernando de Alvarado se tiraron sobre él y le sacaron de allí. En menos de una hora los españoles lograron tomar el pueblo y cogieron suministros. En adelante, aquella región nativa se avino a la paz.
Vázquez de Coronado escribió, el 3 de agosto, una carta dirigida al virrey Mendoza, donde decía que había renombrado el pueblo como Granada.
Días después llegaron a una región que Alvar Núñez Cabeza de Vaca había llamado Corazones, porque en ese lugar le habían ofrecido a él y a sus compañeros muchos corazones de animales. En esta región Vázquez de Coronado fundó la villa de San Jerónimo de los Corazones pero, al ver que la población en ese sitio era inviable, la trasladó a un valle de Sonora.
Vázquez de Coronado nombró a Melchor Díaz capitán a cargo de ochenta hombres apostados en la villa de San Jerónimo de los Corazones de Sonora. También le encargó a Juan Gallego que se dirigiese a Nueva España con un mensaje para el virrey. Gallego se marchó en compañía de fray Marcos de Niza.
A mediados de septiembre de 1540 Vázquez de Coronado se fue a Hawikuh y Melchor Díaz se marchó al noroeste con 25 hombres a buscar la flota de apoyo de Hernando de Alarcón, dejando en su lugar a Diego de Alcaraz.
Melchor Díaz y sus hombres llegaron al río Colorado, donde encontraron en un árbol escrito: "Aquí llegó Alarcón. A el pie de este árbol hay cartas". En dichas cartas explicaban que habían estado esperando sin resultado y que habían descubierto que California no era una isla, sino parte de tierra firme, por lo que no podían continuar. Melchor Díaz y sus hombres tuvieron una escaramuza con los nativos y cruzaron el río Colorado en balsas en busca de la costa. Tras esto, Melchor Díaz se cayó por culpa de un caballo y se clavó una lanza, lo que terminó provocándole la muerte.
Los nativos de Hawikuh le dijeron a Vázquez de Coronado que había otras siete ciudades llamadas Tusayán en el noroeste.
Vázquez de Coronado mandó a Pedro de Tovar a cargo de 21 soldados con fray Juan de Padilla en dirección a Tusayán. Se encontraron con siete ciudades de los indios hopi, la más importante de las cuales era Wopi. Estos nativos informaron a esta partida de españoles que había un río en un cañón cuyas paredes tenían hasta cuatro leguas de altura.
Tras informar a Vázquez de Coronado, este decidió enviar otro grupo en esa dirección, al mando del capitán García López de Cárdenas, acompañado por cronista Pedro Méndez de Sotomayor. Estos fueron con guías hopis y, a los veinte días de camino, llegaron hasta un gran barranco del río, que era el Gran Cañón. Intentaron infructuosamente descender por el barranco durante tres días hasta el río, que llamaron Tizón y que en 1604 fue llamado Colorado por Juan de Oñate.

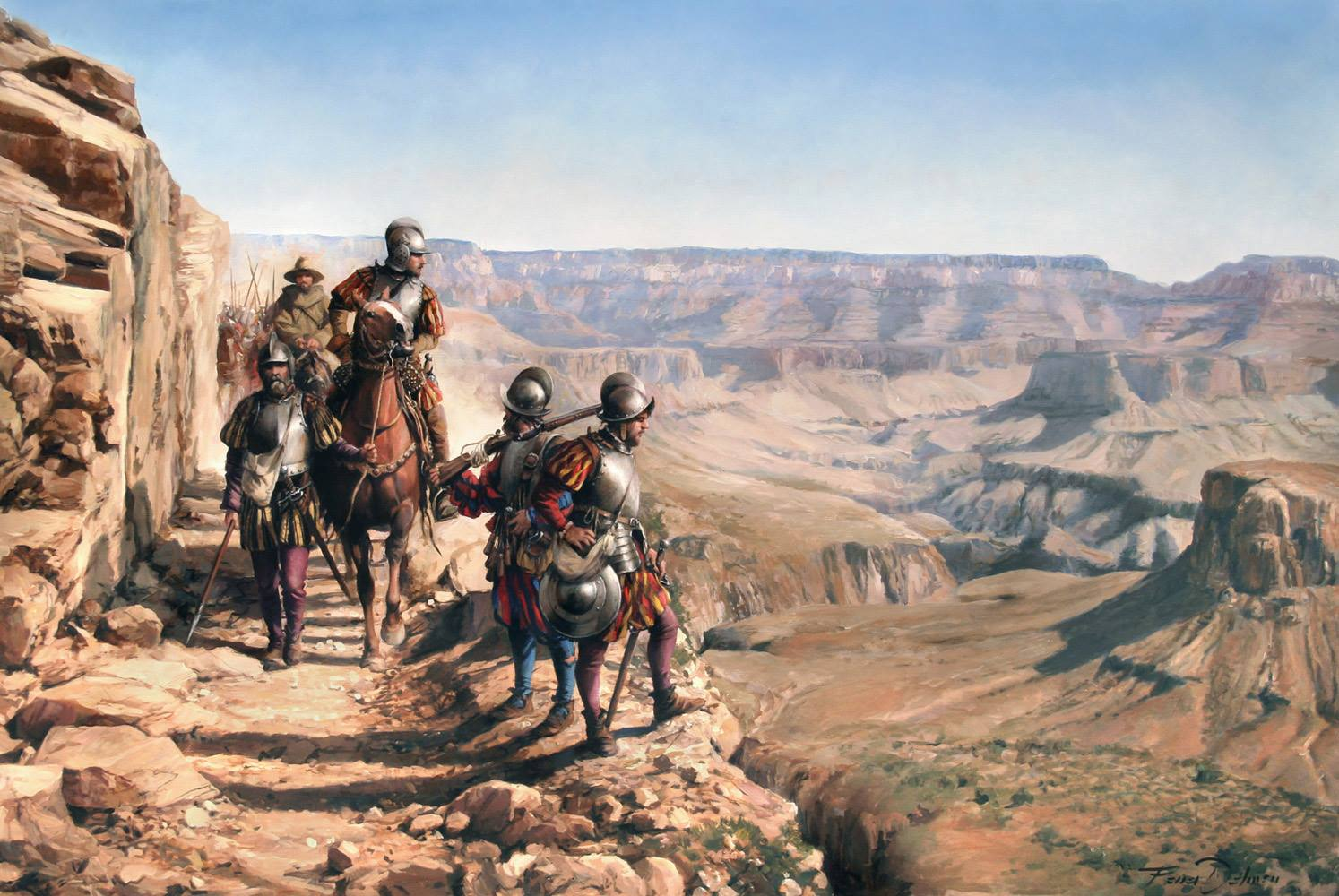
La conquista del Colorado, óleo de Augusto Ferrer-Dalmau que retrata la expedición de Francisco Vázquez de Coronado.

Cuando los españoles estaban en Hawikuh llegaron varios nativos de Cicuyé. Los españoles llamaron a uno de los nativos "Bigotes" porque tenía un largo mostacho. Estos nativos vinieron en son de paz y regalaron a los españoles cueros, rodelas y cascos, al tiempo que los europeos les dieron vasos de vidrio, cascabeles y otros objetos que ellos valoraron mucho. Se dieron cuenta de que uno de estos nuevos nativos tenía pintada en la piel un búfalo.
Vázquez de Coronado encargó a Hernando de Alvarado que tomase a 20 españoles y fuese con estos nativos durante ochenta días a explorar. Partieron el 29 de agosto de 1540. Tras cinco días de camino llegaron al pueblo de los indios acoma, que hicieron gestos de paz. Siguieron explorando por el territorio de los indios Pueblo de Laguna y luego la zona del río Grande (llamado por los mexicanos río Bravo), que fue bautizado por los españoles como río de Nuestra Señora. Acamparon en el área del actual Condado de Bernalillo, donde se encuentra hoy la ciudad de Albuquerque. Luego llegaron a Tiguex, donde los nativos también salieron en son de paz al ver que iban con "Bigotes". Alvarado envió a alguien a avisar a Vázquez de Coronado de que podían avanzar hasta Tiguex y pasar aquí el invierno.
Después los de Alvarado llegaron a Cicuyé donde este fue recibido con tambores y gaitas y se le regalaron ropa y turquesas. Cicuyé se encontraba junto al río Pecos. Pasaron en Cicuyé algunos días y tomaron a un nativo esclavo como intérprete para ir a donde los búfalos. Según Pedro de Castañeda aquel era un nativo originario "de aquella parte que va hacia la Florida" y fue apodado "el Turco" porque parecía uno.
El "Turco" les habló de que había en su tierra oro y plata. Tras ver unos pocos búfalos, Alvarado retornó para avisar a Vázquez de Coronado de la noticia de los metales preciosos.
Vázquez de Coronado, por su parte, encargó a García López de Cárdenas que se instalase en Tiguex.
El 20 de octubre de 1540 Vázquez de Coronado le escribió otra carta a Carlos I desde Tiguex. Luego despachó a García López de Cárdenas, que se había caído del caballo y se había fracturado un brazo, para llevar esta carta al rey y otra al virrey sobre el transcurso de la expedición. Esta carta de Vázquez Coronado a Carlos I se conserva en el Archivo General de Indias de Sevilla.
Hernando de Alvarado regresó con el "Turco" a Tiguex, donde se encontró con Vázquez de Coronado, que iba con treinta hombres. El "Turco", por su parte, continuó relatando sobre el oro y la plata que había en su tierra y también dijo que él mismo llevaba unos brazaletes de oro que le habían quitado los de Cicuyé cuando le capturaron. Así las cosas, Coronado le dijo a Alvarado que regresase a Cicuyé y trajese esos brazaletes.
Alvarado llegó a Cicuyé y los nativos le dijeron que el "Turco" mentía. Alvarado decidió arrestar a "Bigotes" y al jefe del sitio, lo que provocó que fuesen atacados con piedras y flechas, y se marchó con ellos apresados a Tiguex.
Comenzó el invierno y resto de los expedicionarios, comandados por Tristán de Luna, fueron a Tiguex. Por el camino les sorprendió una nevada que duró diez días.
Vázquez de Coronado le pidió a un nativo principal de Tiguex 300 mantas. Este contestó que eso debían autorizarlo los jefes y, como había doce pueblos en la provincia, el capitán general ordenó a varios hombres recorrerlos pidiendo estas mantas. Algunos indígenas tuvieron que quitarse sus propias mantas para entregarlas a los españoles. En otras ocasiones, algunos españoles veían una manta mejor que la suya a un nativo y le obligaban a cambiársela.
Se dio otra circunstancia que disgustó a los nativos. Un soldado se fijó en una joven nativa casada y le pidió a su marido que le cuidase el caballo. Luego, el marido supo que ese soldado había violado a su esposa y lo denunció en el campamento español. Vázquez de Coronado le pidió que identificase al culpable pero este no le reconoció, aunque sí reconoció al caballo, que se encontraba cubierto por una manta determinada. El dueño del caballo lo negó y al final el nativo se fue sin que castigasen al responsable.
Tras esto, un grupo de indígenas asaltó los establos de los españoles y se llevaron numerosos caballos y mulas. García López de Cárdenas fue en busca de los caballos y se encontró con una aldea india bloqueada por indígenas que gritaban en son de guerra.
Vázquez de Coronado ordenó a Cárdenas que cercase esta población mientras un grupo de soldados dirigidos por Pablo de Melgosa y Diego López subía a las terrazas de las viviendas y atacaba a los nativos desde arriba. Varios indígenas se refugiaron en una Kiva y fueron obligados a salir con humo por los españoles e indígenas aliados.
Cárdenas se dirigió al pueblo de Tiguex para hacer la paz, pero fue sorprendido en una emboscada y tuvo que huir para salvar la vida. Tras esto, Vázquez de Coronado sitió Tiguex durante cincuenta días. En Tiguex empezó a escasear el agua y un grupo de nativos salió a buscarla, produciéndose una batalla contra los españoles con bajas en ambos bandos. Hubo indígenas que murieron tratando de atravesar el río Grande y otros fueron hechos prisioneros.
Cuando terminó el cerco de Tiguex llegaron desde San Jerónimo de los Corazones mensajeros con cartas avisando a Vázquez de Coronado de la muerte de Melchor Díaz y de la vuelta de sus hombres a la villa sin encontrar nada.
Tras un conflicto con los nativos, la villa de San Jerónimo de los Corazones fue trasladada por Pedro de Tovar más cerca de Hawikuh, al valle del Suya, en la cuenca superior del río San Pedro.
En la primavera de 1541 Vázquez de Coronado liberó al jefe de Cicuyé y a "Bigotes". El 23 de abril Vázquez de Coronado marchó en busca de la ciudad rica en oro y plata de la que hablaba el "Turco": Quivira. Dejó una parte de su fuerza expedicionaria en Tiguex, con Tristán de Luna y Pedro de Tovar.
Fue por las Grandes Llanuras, donde se encontraron con los indios apaches, que vivían en unas cabañas cónicas de madera forradas de piel de bisonte, que sabían montar a caballo y que eran buenos cazadores.
Dos nativos de Quivira se sumaron a la expedición. Uno de ellos, Jabe, acusó al "Turco" de exagerar, y el otro, Isopete, dijo que era un mentiroso.
Vázquez de Coronado, guiándose con una brújula, iba señalando el camino con montañas de piedras para el regreso. Enviaba grupos a distintas zonas para tener noticias de su destino. Uno de estos grupos, bajo el mando de Rodrigo de Maldonado, se encontró con unos indios querechos que le informaron que previamente habían pasado por ahí cuatro españoles. Estos debieron haber sido Alvar Núñez Cabeza de Vaca y sus tres compañeros.
Posteriormente, en Texas, encontraron unos nativos pintados que estaban en guerra con los querechos. Les dijeron que Quivira estaba a cuarenta días de camino hacia el norte y les dieron guías.
Las provisiones empezaban a escasear y Vázquez de Coronado decidió seguir solamente con 30 jinetes y seis soldados de infantería. Le encargó a Tristán de Luna regresar a Tiguex con el resto de la fuerza expedicionaria. Tristán marchó desde el cañón de Palo Duro y luego pasó por el cañón de Tule guiado por los indios teyas. Desde ahí, cruzó por el límite entre Texas y Nuevo México llegando a Cicuyé, donde los españoles fueron bien recibidos. Dedicaron cuatro días a fabricar un puente para cruzar el río Pecos.
Vázquez de Coronado llegó a un río que bautizó como de San Pedro y San Pablo (posiblemente el río Arkansas). Finalmente, llegó a Quivira, que resultó ser el un pueblo muy pobre, con casas de paja. No había metales preciosos en el pueblo y el jefe llevaba una pieza de cobre al cuello.
En Quivira unos nativos le preguntaron al "Turco" por qué había mentido a los españoles y este contestó que los de Cicuyé le habían rogado que los perdiese por las llanuras para que se les muriesen los caballos y los hombres regresasen flacos, para poderlos matar más fácilmente. El "Turco" terminó siendo ejecutado por los españoles.

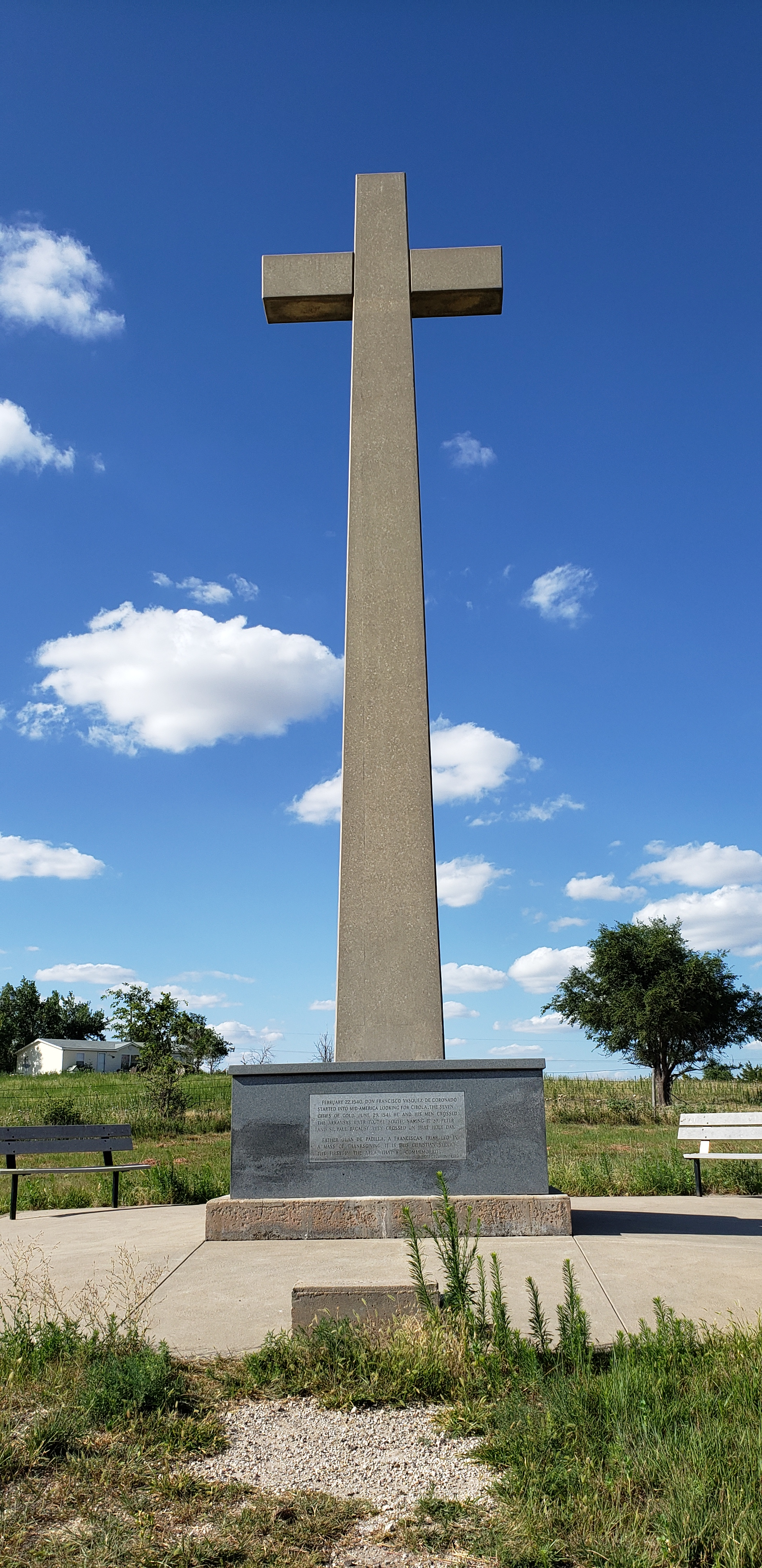
Cruz de cemento de 1975 en el parque natural Coronado Cross de Kansas.

Es muy posible que Quivira fuese un poblado de los indios wichitas. Vázquez de Coronado pasó en este lugar 25 días, erigió una cruz y tomó algunas anotaciones sobre la región.
Finalmente, Vázquez de Coronado llegó a Tiguex en septiembre de 1541, donde se reunió con el resto de los expedicionarios. Arellano consiguió provisiones de otros pueblos. También informó de que los españoles habían llevado a cabo otra expedición al norte del río Grande y habían descubierto unas provincias llamadas Yemez (de los indios jémez) y Yunque-Yunque. También habían descubierto la gran ciudad fortificada de Braba (Taos).
En la primavera de 1542 Vázquez de Coronado estaba dispuesto a organizar otra marcha en busca de riquezas. Antes de partir organizó unos juegos con caballos. En un momento dado Vázquez de Coronado se cayó de su montura y fue herido en la cabeza por accidente por Rodrigo Maldonado. Estuvo en riesgo de morir durante semanas, aunque luego empezó a recuperarse levemente. Por otro lado, los soldados estaban cansados. Los capitanes hablaron con sus soldados y terminaron por firmar una petición para regresar a la Nueva España.
Vázquez de Coronado organizó un consejo con los capitanes donde se decidió regresar a la Nueva España. Un grupo de capitanes se arrepintió y decidió coger la petición firmada de un cofre donde se guardaba pero no la encontraron, ya que Vázquez de Coronado había decidido llevarla encima. Los arrepentidos pidieron al capitán general que dejase en Tiguex a 70 hombres a la espera de recibir refuerzos y familias con las que hacer un asentamiento, pero tras consultar esto con el resto se decidió no hacerlo.
Los frailes Juan de Padilla, Juan de Escalona y Juan de la Cruz, que ya habían conseguido algunas conversiones, pidieron a Vázquez de Coronado continuar con su labor misionera en aquellas tierras. El capitán general aceptó y les dejó con varios nativos aliados, con un mestizo y con el portugués Andrés Docampo.
Vázquez de Coronado y sus hombres emprendieron el camino de regreso en abril de 1542.

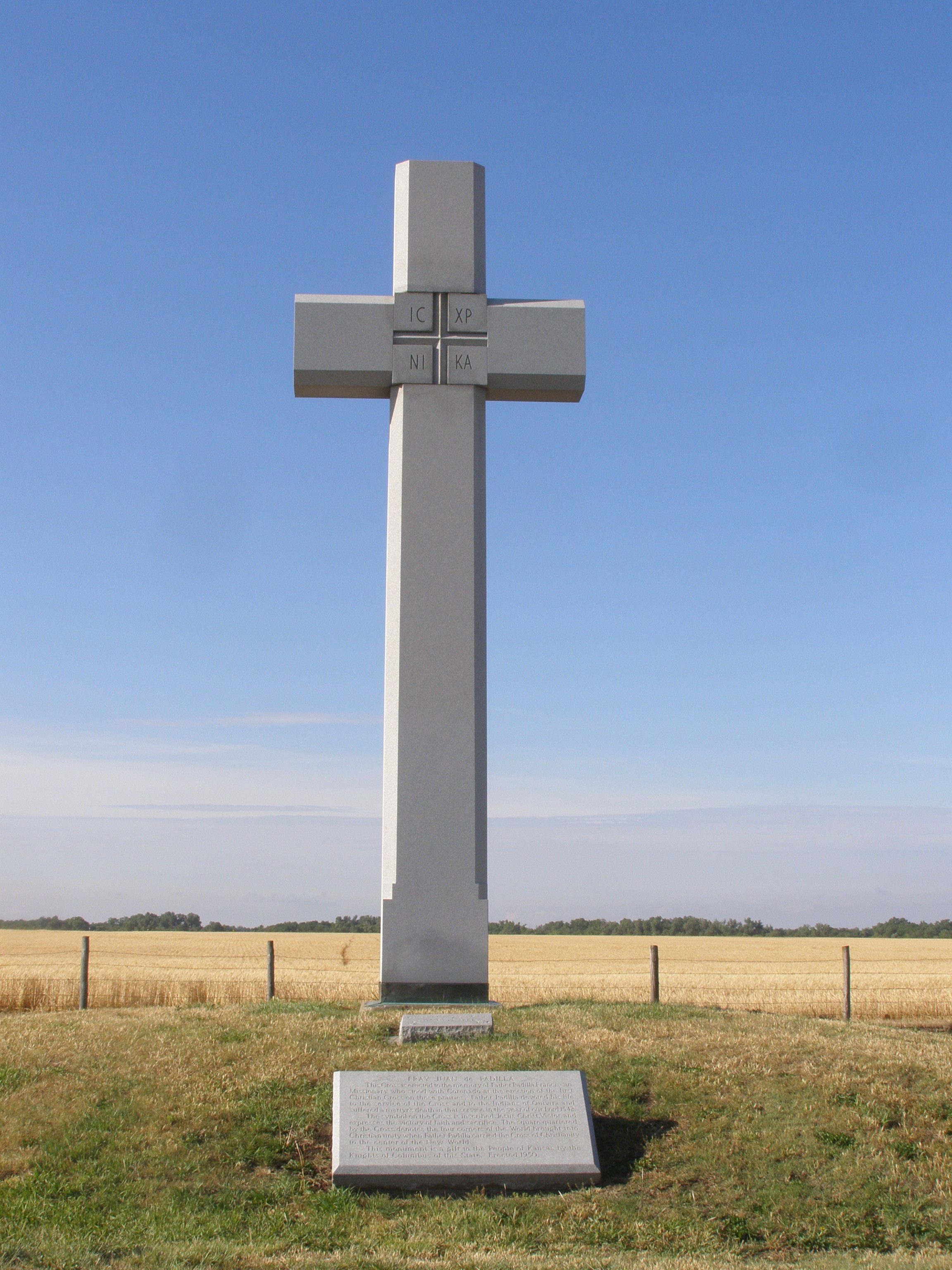
Cruz dedicada a fray Juan de Padilla cerca Lyons, Kansas. Fue erigida en 1950 por los Caballeros de Colón.

Fray Juan de la Cruz fue a Hawikuh (lugar que los españoles llamaban Cíbola), fray Luis de Escalona fue a Cicuyé y fray Juan de Padilla se fue a Quivira con Andrés Docampo. Los tres frailes fueron asesinados por los indígenas y se convirtieron en los primeros mártires cristianos del actual territorio de los Estados Unidos de América. Su historia es conocida porque Andrés Docampo pudo escapar a México para contarla.
En julio de 1542 Vázquez de Coronado llegó a la Ciudad de México, con los cien hombres que quedaban de su expedición, para informar de todo al virrey Antonio de Mendoza.
El virrey confirmó a Vázquez de Coronado en su cargo de gobernador de Nueva Galicia.
Vázquez de Coronado fue denunciado por crueldad con los indígenas por el visitador Francisco Tello de Sandoval. Por ello fue sometido a un juicio, que quedó recogido por el licenciado Lorenzo de Tejada, y fue declarado inocente.
En 1544 decidió abandonar el gobierno de Nueva Galicia e instalarse con su familia en Ciudad de México, desde donde administró su patrimonio. Falleció en esta ciudad en 1554.

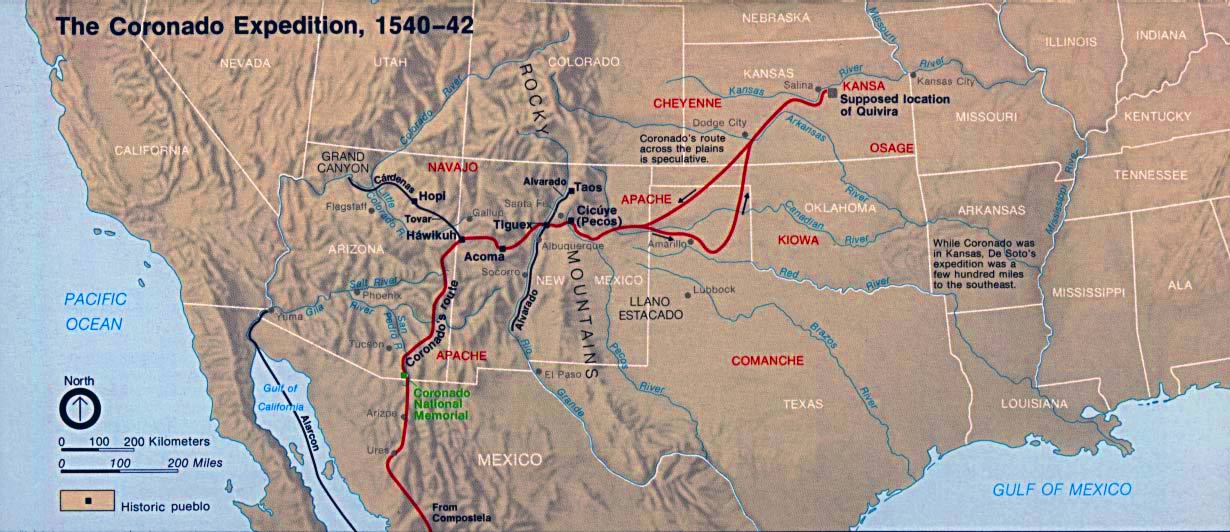
El recorrido de Francisco Vázquez de Coronado en rojo.

## Expedición naval de Hernando de Alarcón
El virrey mandó una expedición naval que partió de Acapulco el 9 de mayo de 1540 con dos navíos San Pedro, donde iba el capitán general Hernando de Alarcón, y Santa Catalina, donde iba como capitán Marcos Ruiz. Posteriormente se les unió el barco San Gabriel, capitaneado por Domingo Castillo. Esta flota tenía como misión enviar provisiones a Jalisco y dirigirse luego al norte para explorar y estar a disposición de Francisco Vázquez de Coronado.
La flota de Alarcón fue por el golfo de California (conocido como mar de Cortés) el 26 de agosto de 1540 a la desembocadura del río Colorado. Como no sabía qué había sido de Coronado, Alarcón decidió remontar el río en botes hasta que llegó a su confluencia con el río Gila, donde luego se erigió el fuerte Yuma.
Alarcón erigió una cruz y dejó unos escritos con su diario de navegación bajo un árbol cercano, donde puso una inscripción. Estos escritos fueron encontrados posteriormente por Melchor Díaz, que había sido mandado por Coronado a aquel territorio para encontrarse con la flota.

## Homenajes

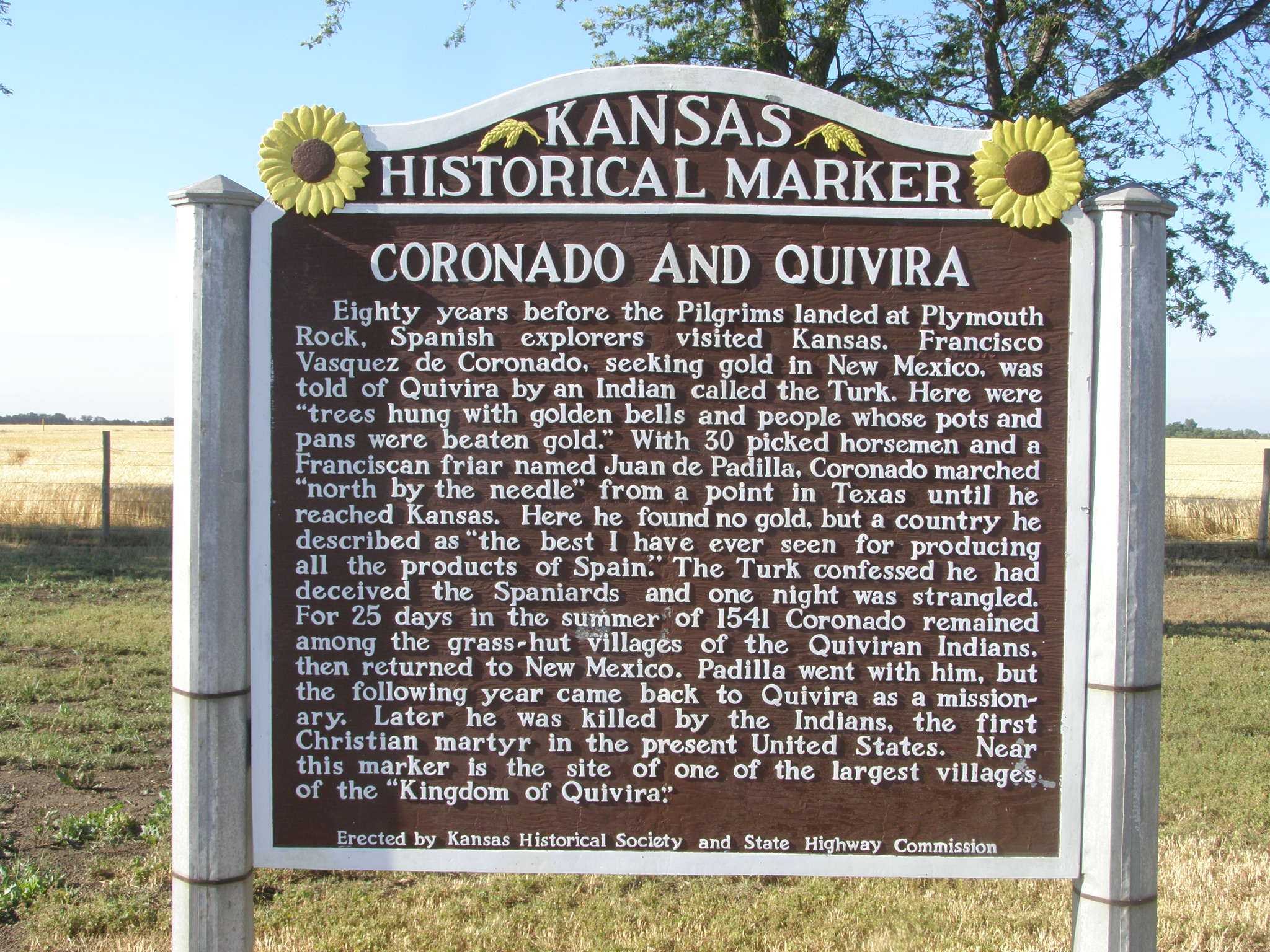
Letrero sobre Coronado y Quivira en Lyons, Kansas.

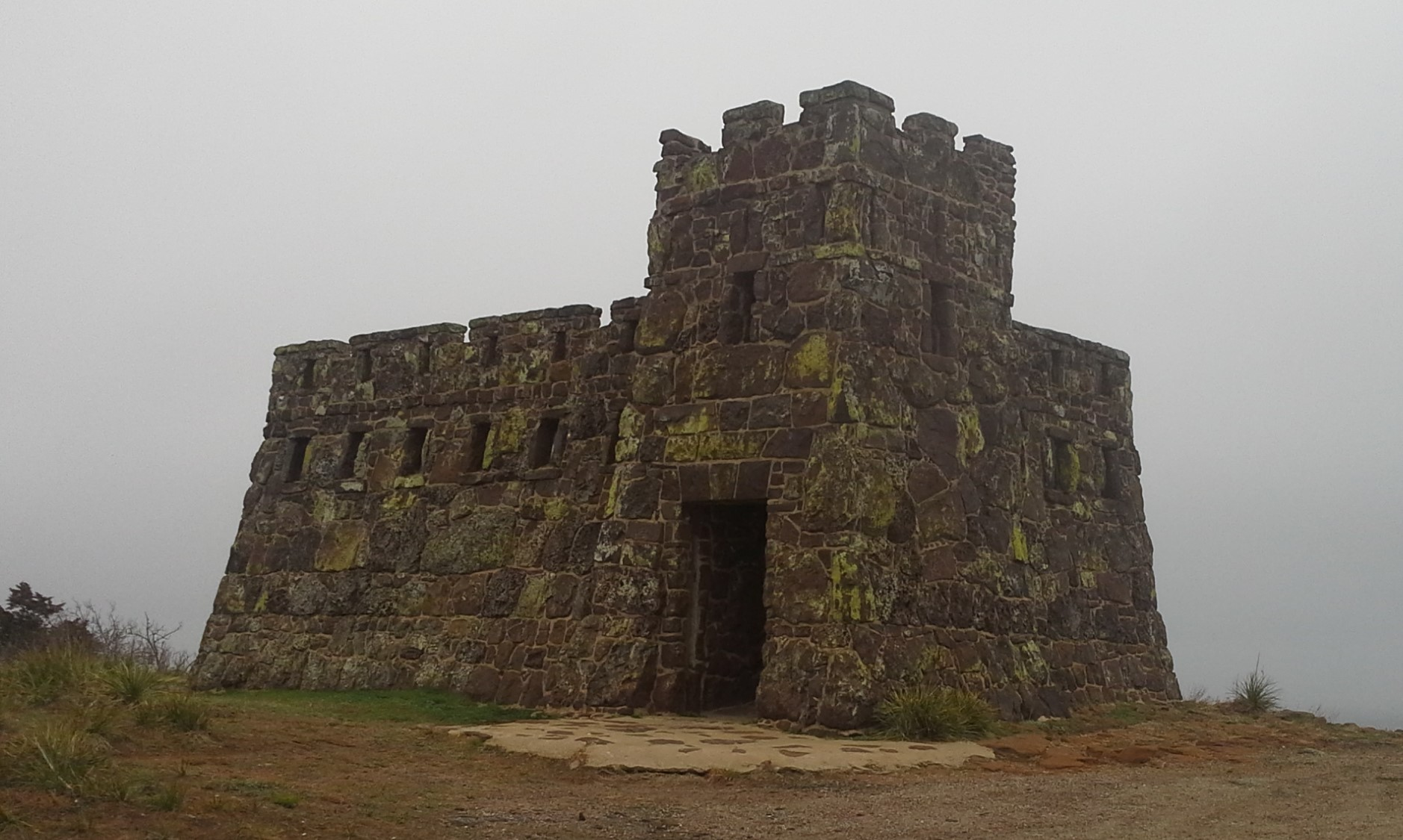
Castillo sobre la colina Coronado Heights en Lindsborg, Kansas.

En Arizona hay un entorno natural que recibe el nombre de memorial internacional de Coronado desde 1941 y memorial nacional de Coronado desde 1952. El nombre conmemora el paso de la expedición de Francisco Vázquez de Coronado. Junto a este lugar está el bosque nacional de Coronado.
En Lindsborg, Kansas, hay una colina llamada Coronado Heights por este explorador. Esta colina tiene un castillo en la parte superior, construido por la Work Progress Administration en 1936.

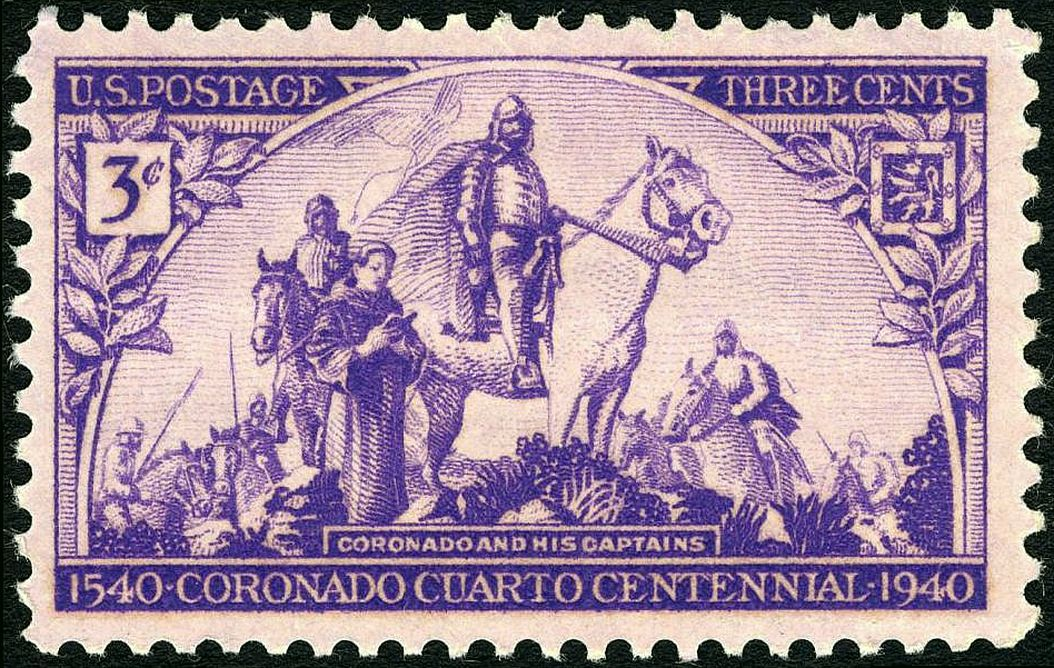
Sello de los Estados Unidos de América de 1940 dedicado a la expedición de Francisco Vázquez de Coronado.

En 1940 Estados Unidos de América le dedicó un sello a la expedición de Coronado con motivo del cuarto centenario. 
En 1976, como parte de las celebraciones del bicentenario de la creación de los Estados Unidos de América, se erigió una estatua de Francisco Vázquez de Coronado y un letrero sobre él en Liberal, Kansas.
En la Cow Creek Station de Lyons, Kansas, hay un letrero sobre Coronado y Quivira erigido por la Kansas Historical Society y la State Highway Commission.
A una milla y media de Fort Dodge, Kansas, hay un parque natural que lleva el nombre de Coronado Cross por este explorador. En el parque hay una gran cruz de cemento erigida en 1975 por la Ford County Historical Society.
En Sevilla hay una calle llamada "Francisco Vázquez Coronado". En Salamanca, Arroyo de la Encomienda, Palencia, Alcalá de Henares y Palos de la Frontera hay calles con el nombre "Vázquez Coronado".

## Litigio por su patrimonio en México
En el libro Crónicas de Tierra Caliente, de 2014, el cronista guerrerense Alfredo Mundo Fernández dice que de acuerdo a oficios del Archivo General de la Nación mexicano, y otros oficios que cita, en 1538 el virrey don Antonio de Mendoza otorga a su protegido Francisco Vázquez de Coronado la encomienda de Cutzamala en la Tierra Caliente del hoy Estado de Guerrero, que desde su creación en 1528 Hernán Cortés la había asignado a Juan de Burgos según el Archivo de Indias. Francisco Vázquez de Coronado tuvo la encomienda de Cutzamala desde 1538 a 1554 en que muere, y la deja por herencia a su hija Isabel de Luján Vázquez de Coronado que se casa con Bernardino Pacheco de Bocanegra, que pasa a ser su nuevo encomendero. Esta encomienda fue demandada por Luis Cortés, hijo de Hernán Cortés, a Isabel ante la Audiencia de México en 1556, argumentando que don Francisco Vázquez de Coronado la había adquirido fraudulentamente a Juan de Burgos por 9500 pesos en oro de minas y costaba mucho más. En diciembre de 1557 se desecha esa petición ante las pruebas que presenta el alguacil de la Audiencia de México, Pedro Vázquez, el otorgamiento por parte del virrey Mendoza y dos cédulas reales de la reina, además de un documento firmado por Francisco Vázquez de Coronado donde Juan de Burgos se da por bien pagado.

## En el cine
En la película Indiana Jones y la última cruzada, de Steven Spielberg, el joven Indiana Jones quiere arrebatar a unos ladrones de tumbas la Cruz de Coronado, una joya que supuestamente Hernán Cortés regaló a Coronado en 1520.

## Ancestros
| \| \| \| \| \| \| \| \| \| \| \| \| \| \| \| \| \| \| \| \| 16. Pedro Vázquez de Cornado y Ulloa \| \| \| \| \| \| \| \| \| \| \| \| \| \| \| \| \| \| \| \| \| \| \| \| \| \| \| \| \| \| \| \| \| \| \| \| \| \| \| \| \| \| \| \| \| \| \| \| \| \| \| \| \| \| 8. Juan Vázquez de Coronado y Monroy \| \| \| \| \| \| \| \| \| \| \| \| \| \| \| \| \| \| \| \| \| \| \| \| \| \| \| \| \| \| \| \| \| \| \| \| \| \| \| \| \| \| \| \| \| \| \| \| \| \| \| \| \| \| 17. Berenguela Fernández de Monroy \| \| \| \| \| \| \| \| \| \| \| \| \| \| \| \| \| \| \| \| \| \| \| \| \| \| \| \| \| \| \| \| \| \| \| \| \| \| \| \| \| \| \| \| \| \| \| \| \| \| \| \| \| \| 4. Gonzalo Vázquez de Coronado y Rodríguez de Grado \| \| \| \| \| \| \| \| \| \| \| \| \| \| \| \| \| \| \| \| \| \| \| \| \| \| \| \| \| \| \| \| \| \| \| \| \| \| \| \| \| \| \| \| \| \| \| \| \| \| \| \| \| \| 18. Pedro Rodríguez Caballero \| \| \| \| \| \| \| \| \| \| \| \| \| \| \| \| \| \| \| \| \| \| \| \| \| \| \| \| \| \| \| \| \| \| \| \| \| \| \| \| \| \| \| \| \| \| \| \| \| \| \| \| \| \| 9. Marí Hernández \| \| \| \| \| \| \| \| \| \| \| \| \| \| \| \| \| \| \| \| \| \| \| \| \| \| \| \| \| \| \| \| \| \| \| \| \| \| \| \| \| \| \| \| \| \| \| \| \| \| \| \| \| \| 19. Mayor Álvarez de Grado \| \| \| \| \| \| \| \| \| \| \| \| \| \| \| \| \| \| \| \| \| \| \| \| \| \| \| \| \| \| \| \| \| \| \| \| \| \| \| \| \| \| \| \| \| \| \| \| \| \| \| \| \| \| 2. Juan Vázquez de Coronado y Sosa de Ulloa \| \| \| \| \| \| \| \| \| \| \| \| \| \| \| \| \| \| \| \| \| \| \| \| \| \| \| \| \| \| \| \| \| \| \| \| \| \| \| \| \| \| \| \| \| \| \| \| \| \| \| \| \| \| 20. \| \| \| \| \| \| \| \| \| \| \| \| \| \| \| \| \| \| \| \| \| \| \| \| \| \| \| \| \| \| \| \| \| \| \| \| \| \| \| \| \| \| \| \| \| \| \| \| \| \| \| \| \| \| 10. Gonzalo Ruiz de Ulloa \| \| \| \| \| \| \| \| \| \| \| \| \| \| \| \| \| \| \| \| \| \| \| \| \| \| \| \| \| \| \| \| \| \| \| \| \| \| \| \| \| \| \| \| \| \| \| \| \| \| \| \| \| \| 21. \| \| \| \| \| \| \| \| \| \| \| \| \| \| \| \| \| \| \| \| \| \| \| \| \| \| \| \| \| \| \| \| \| \| \| \| \| \| \| \| \| \| \| \| \| \| \| \| \| \| \| \| \| \| 5. Catalina de Sosa y Ulloa \| \| \| \| \| \| \| \| \| \| \| \| \| \| \| \| \| \| \| \| \| \| \| \| \| \| \| \| \| \| \| \| \| \| \| \| \| \| \| \| \| \| \| \| \| \| \| \| \| \| \| \| \| \| 22. \| \| \| \| \| \| \| \| \| \| \| \| \| \| \| \| \| \| \| \| \| \| \| \| \| \| \| \| \| \| \| \| \| \| \| \| \| \| \| \| \| \| \| \| \| \| \| \| \| \| \| \| \| \| 11. Catalina de Sosa \| \| \| \| \| \| \| \| \| \| \| \| \| \| \| \| \| \| \| \| \| \| \| \| \| \| \| \| \| \| \| \| \| \| \| \| \| \| \| \| \| \| \| \| \| \| \| \| \| \| \| \| \| \| 23. \| \| \| \| \| \| \| \| \| \| \| \| \| \| \| \| \| \| \| \| \| \| \| \| \| \| \| \| \| \| \| \| \| \| \| \| \| \| \| \| \| \| \| \| \| \| \| \| \| \| \| \| \| \| 1. Francisco Vázquez de Coronado y Luján \| \| \| \| \| \| \| \| \| \| \| \| \| \| \| \| \| \| \| \| \| \| \| \| \| \| \| \| \| \| \| \| \| \| \| \| \| \| \| \| \| \| \| \| \| \| \| \| \| \| \| \| \| \| 24. Miguel Jiménez de Luján \| \| \| \| \| \| \| \| \| \| \| \| \| \| \| \| \| \| \| \| \| \| \| \| \| \| \| \| \| \| \| \| \| \| \| \| \| \| \| \| \| \| \| \| \| \| \| \| \| \| \| \| \| \| 12. Pedro de Luján \| \| \| \| \| \| \| \| \| \| \| \| \| \| \| \| \| \| \| \| \| \| \| \| \| \| \| \| \| \| \| \| \| \| \| \| \| \| \| \| \| \| \| \| \| \| \| \| \| \| \| \| \| \| 25. Catalina Alfonso \| \| \| \| \| \| \| \| \| \| \| \| \| \| \| \| \| \| \| \| \| \| \| \| \| \| \| \| \| \| \| \| \| \| \| \| \| \| \| \| \| \| \| \| \| \| \| \| \| \| \| \| \| \| 6. Juan de Luján, el Bueno \| \| \| \| \| \| \| \| \| \| \| \| \| \| \| \| \| \| \| \| \| \| \| \| \| \| \| \| \| \| \| \| \| \| \| \| \| \| \| \| \| \| \| \| \| \| \| \| \| \| \| \| \| \| 26. Juan de Aponte \| \| \| \| \| \| \| \| \| \| \| \| \| \| \| \| \| \| \| \| \| \| \| \| \| \| \| \| \| \| \| \| \| \| \| \| \| \| \| \| \| \| \| \| \| \| \| \| \| \| \| \| \| \| 13. Isabel de Aponte \| \| \| \| \| \| \| \| \| \| \| \| \| \| \| \| \| \| \| \| \| \| \| \| \| \| \| \| \| \| \| \| \| \| \| \| \| \| \| \| \| \| \| \| \| \| \| \| \| \| \| \| \| \| 27. \| \| \| \| \| \| \| \| \| \| \| \| \| \| \| \| \| \| \| \| \| \| \| \| \| \| \| \| \| \| \| \| \| \| \| \| \| \| \| \| \| \| \| \| \| \| \| \| \| \| \| \| \| \| 3. Isabel de Luján \| \| \| \| \| \| \| \| \| \| \| \| \| \| \| \| \| \| \| \| \| \| \| \| \| \| \| \| \| \| \| \| \| \| \| \| \| \| \| \| \| \| \| \| \| \| \| \| \| \| \| \| \| \| 28. \| \| \| \| \| \| \| \| \| \| \| \| \| \| \| \| \| \| \| \| \| \| \| \| \| \| \| \| \| \| \| \| \| \| \| \| \| \| \| \| \| \| \| \| \| \| \| \| \| \| \| \| \| \| 14. Pedro de Luzón \| \| \| \| \| \| \| \| \| \| \| \| \| \| \| \| \| \| \| \| \| \| \| \| \| \| \| \| \| \| \| \| \| \| \| \| \| \| \| \| \| \| \| \| \| \| \| \| \| \| \| \| \| \| 29. \| \| \| \| \| \| \| \| \| \| \| \| \| \| \| \| \| \| \| \| \| \| \| \| \| \| \| \| \| \| \| \| \| \| \| \| \| \| \| \| \| \| \| \| \| \| \| \| \| \| \| \| \| \| 7. María de Luzón \| \| \| \| \| \| \| \| \| \| \| \| \| \| \| \| \| \| \| \| \| \| \| \| \| \| \| \| \| \| \| \| \| \| \| \| \| \| \| \| \| \| \| \| \| \| \| \| \| \| \| \| \| \| 30. \| \| \| \| \| \| \| \| \| \| \| \| \| \| \| \| \| \| \| \| \| \| \| \| \| \| \| \| \| \| \| \| \| \| \| \| \| \| \| \| \| \| \| \| \| \| \| \| \| \| \| \| \| \| 15. María Palomeque \| \| \| \| \| \| \| \| \| \| \| \| \| \| \| \| \| \| \| \| \| \| \| \| \| \| \| \| \| \| \| \| \| \| \| \| \| \| \| \| \| \| \| \| \| \| \| \| \| \| \| \| \| \| 31. \| \| \| \| \| \| \| \| \| \| \| \| \| \| \| \| \| \| \| \| \| \| \| \| \| \| \| \| \| \| \| \| \| \| \| \| \| \| \| \| \| \| \| \| \| \| \| \| \| \| \| \| |                                                     |  |  |  |  |  |  |  |  |  |  |  |  |  |  |  |
| |                                                     |  |  |  |  |  |  |  |  |  |  |  |  |  |  |  |
| | 16. Pedro Vázquez de Cornado y Ulloa                |  |  |  |  |  |  |  |  |  |  |  |  |  |  |  |
| |                                                     |  |  |  |  |  |  |  |  |  |  |  |  |  |  |  |
| |                                                     |  |  |  |  |  |  |  |  |  |  |  |  |  |  |  |
| | 8. Juan Vázquez de Coronado y Monroy                |  |  |  |  |  |  |  |  |  |  |  |  |  |  |  |
| |                                                     |  |  |  |  |  |  |  |  |  |  |  |  |  |  |  |
| |                                                     |  |  |  |  |  |  |  |  |  |  |  |  |  |  |  |
| | 17. Berenguela Fernández de Monroy                  |  |  |  |  |  |  |  |  |  |  |  |  |  |  |  |
| |                                                     |  |  |  |  |  |  |  |  |  |  |  |  |  |  |  |
| |                                                     |  |  |  |  |  |  |  |  |  |  |  |  |  |  |  |
| | 4. Gonzalo Vázquez de Coronado y Rodríguez de Grado |  |  |  |  |  |  |  |  |  |  |  |  |  |  |  |
| |                                                     |  |  |  |  |  |  |  |  |  |  |  |  |  |  |  |
| |                                                     |  |  |  |  |  |  |  |  |  |  |  |  |  |  |  |
| | 18. Pedro Rodríguez Caballero                       |  |  |  |  |  |  |  |  |  |  |  |  |  |  |  |
| |                                                     |  |  |  |  |  |  |  |  |  |  |  |  |  |  |  |
| |                                                     |  |  |  |  |  |  |  |  |  |  |  |  |  |  |  |
| | 9. Marí Hernández                                   |  |  |  |  |  |  |  |  |  |  |  |  |  |  |  |
| |                                                     |  |  |  |  |  |  |  |  |  |  |  |  |  |  |  |
| |                                                     |  |  |  |  |  |  |  |  |  |  |  |  |  |  |  |
| | 19. Mayor Álvarez de Grado                          |  |  |  |  |  |  |  |  |  |  |  |  |  |  |  |
| |                                                     |  |  |  |  |  |  |  |  |  |  |  |  |  |  |  |
| |                                                     |  |  |  |  |  |  |  |  |  |  |  |  |  |  |  |
| | 2. Juan Vázquez de Coronado y Sosa de Ulloa         |  |  |  |  |  |  |  |  |  |  |  |  |  |  |  |
| |                                                     |  |  |  |  |  |  |  |  |  |  |  |  |  |  |  |
| |                                                     |  |  |  |  |  |  |  |  |  |  |  |  |  |  |  |
| | 20.                                                 |  |  |  |  |  |  |  |  |  |  |  |  |  |  |  |
| |                                                     |  |  |  |  |  |  |  |  |  |  |  |  |  |  |  |
| |                                                     |  |  |  |  |  |  |  |  |  |  |  |  |  |  |  |
| | 10. Gonzalo Ruiz de Ulloa                           |  |  |  |  |  |  |  |  |  |  |  |  |  |  |  |
| |                                                     |  |  |  |  |  |  |  |  |  |  |  |  |  |  |  |
| |                                                     |  |  |  |  |  |  |  |  |  |  |  |  |  |  |  |
| | 21.                                                 |  |  |  |  |  |  |  |  |  |  |  |  |  |  |  |
| |                                                     |  |  |  |  |  |  |  |  |  |  |  |  |  |  |  |
| |                                                     |  |  |  |  |  |  |  |  |  |  |  |  |  |  |  |
| | 5. Catalina de Sosa y Ulloa                         |  |  |  |  |  |  |  |  |  |  |  |  |  |  |  |
| |                                                     |  |  |  |  |  |  |  |  |  |  |  |  |  |  |  |
| |                                                     |  |  |  |  |  |  |  |  |  |  |  |  |  |  |  |
| | 22.                                                 |  |  |  |  |  |  |  |  |  |  |  |  |  |  |  |
| |                                                     |  |  |  |  |  |  |  |  |  |  |  |  |  |  |  |
| |                                                     |  |  |  |  |  |  |  |  |  |  |  |  |  |  |  |
| | 11. Catalina de Sosa                                |  |  |  |  |  |  |  |  |  |  |  |  |  |  |  |
| |                                                     |  |  |  |  |  |  |  |  |  |  |  |  |  |  |  |
| |                                                     |  |  |  |  |  |  |  |  |  |  |  |  |  |  |  |
| | 23.                                                 |  |  |  |  |  |  |  |  |  |  |  |  |  |  |  |
| |                                                     |  |  |  |  |  |  |  |  |  |  |  |  |  |  |  |
| |                                                     |  |  |  |  |  |  |  |  |  |  |  |  |  |  |  |
| | 1. Francisco Vázquez de Coronado y Luján            |  |  |  |  |  |  |  |  |  |  |  |  |  |  |  |
| |                                                     |  |  |  |  |  |  |  |  |  |  |  |  |  |  |  |
| |                                                     |  |  |  |  |  |  |  |  |  |  |  |  |  |  |  |
| | 24. Miguel Jiménez de Luján                         |  |  |  |  |  |  |  |  |  |  |  |  |  |  |  |
| |                                                     |  |  |  |  |  |  |  |  |  |  |  |  |  |  |  |
| |                                                     |  |  |  |  |  |  |  |  |  |  |  |  |  |  |  |
| | 12. Pedro de Luján                                  |  |  |  |  |  |  |  |  |  |  |  |  |  |  |  |
| |                                                     |  |  |  |  |  |  |  |  |  |  |  |  |  |  |  |
| |                                                     |  |  |  |  |  |  |  |  |  |  |  |  |  |  |  |
| | 25. Catalina Alfonso                                |  |  |  |  |  |  |  |  |  |  |  |  |  |  |  |
| |                                                     |  |  |  |  |  |  |  |  |  |  |  |  |  |  |  |
| |                                                     |  |  |  |  |  |  |  |  |  |  |  |  |  |  |  |
| | 6. Juan de Luján, el Bueno                          |  |  |  |  |  |  |  |  |  |  |  |  |  |  |  |
| |                                                     |  |  |  |  |  |  |  |  |  |  |  |  |  |  |  |
| |                                                     |  |  |  |  |  |  |  |  |  |  |  |  |  |  |  |
| | 26. Juan de Aponte                                  |  |  |  |  |  |  |  |  |  |  |  |  |  |  |  |
| |                                                     |  |  |  |  |  |  |  |  |  |  |  |  |  |  |  |
| |                                                     |  |  |  |  |  |  |  |  |  |  |  |  |  |  |  |
| | 13. Isabel de Aponte                                |  |  |  |  |  |  |  |  |  |  |  |  |  |  |  |
| |                                                     |  |  |  |  |  |  |  |  |  |  |  |  |  |  |  |
| |                                                     |  |  |  |  |  |  |  |  |  |  |  |  |  |  |  |
| | 27.                                                 |  |  |  |  |  |  |  |  |  |  |  |  |  |  |  |
| |                                                     |  |  |  |  |  |  |  |  |  |  |  |  |  |  |  |
| |                                                     |  |  |  |  |  |  |  |  |  |  |  |  |  |  |  |
| | 3. Isabel de Luján                                  |  |  |  |  |  |  |  |  |  |  |  |  |  |  |  |
| |                                                     |  |  |  |  |  |  |  |  |  |  |  |  |  |  |  |
| |                                                     |  |  |  |  |  |  |  |  |  |  |  |  |  |  |  |
| | 28.                                                 |  |  |  |  |  |  |  |  |  |  |  |  |  |  |  |
| |                                                     |  |  |  |  |  |  |  |  |  |  |  |  |  |  |  |
| |                                                     |  |  |  |  |  |  |  |  |  |  |  |  |  |  |  |
| | 14. Pedro de Luzón                                  |  |  |  |  |  |  |  |  |  |  |  |  |  |  |  |
| |                                                     |  |  |  |  |  |  |  |  |  |  |  |  |  |  |  |
| |                                                     |  |  |  |  |  |  |  |  |  |  |  |  |  |  |  |
| | 29.                                                 |  |  |  |  |  |  |  |  |  |  |  |  |  |  |  |
| |                                                     |  |  |  |  |  |  |  |  |  |  |  |  |  |  |  |
| |                                                     |  |  |  |  |  |  |  |  |  |  |  |  |  |  |  |
| | 7. María de Luzón                                   |  |  |  |  |  |  |  |  |  |  |  |  |  |  |  |
| |                                                     |  |  |  |  |  |  |  |  |  |  |  |  |  |  |  |
| |                                                     |  |  |  |  |  |  |  |  |  |  |  |  |  |  |  |
| | 30.                                                 |  |  |  |  |  |  |  |  |  |  |  |  |  |  |  |
| |                                                     |  |  |  |  |  |  |  |  |  |  |  |  |  |  |  |
| |                                                     |  |  |  |  |  |  |  |  |  |  |  |  |  |  |  |
| | 15. María Palomeque                                 |  |  |  |  |  |  |  |  |  |  |  |  |  |  |  |
| |                                                     |  |  |  |  |  |  |  |  |  |  |  |  |  |  |  |
| |                                                     |  |  |  |  |  |  |  |  |  |  |  |  |  |  |  |
| | 31.                                                 |  |  |  |  |  |  |  |  |  |  |  |  |  |  |  |
| |                                                     |  |  |  |  |  |  |  |  |  |  |  |  |  |  |  |
| |                                                     |  |  |  |  |  |  |  |  |  |  |  |  |  |  |  |